# جامعة ألفريد نوبل
الجامعة التقنية الوطنية "دنيبرو بوليتكنيك" مؤسسة تعليم عالي أوكرانية، (بالأوكرانية: Університет імені Альфреда Нобеля) هي جامعة تقع في دنيبروبتروفسك أوبلاست، أوكرانيا. تأسست هذه الجامعة في سنة 1993